# 折衷的心理療法
折衷的心理療法（せっちゅうてきしんりりょうほう、Eclectic psychotherapy）は、セラピストが、複数の理論的アプローチ、または複数のテクニックを使用してクライアントのニーズを満たす心理療法の一種である 。
様々な治療法の使用は、各治療法の理論ではなく、クライアントの問題を解決する有効性に基づいて行われる。

## 種類

### 概要
以下に挙げるタイプの心理療法は、さまざまな形態の折衷的心理療法。 それぞれの形式を使用するかの決定は、セラピストの判断、患者の希望、または特定の症状に対する有効性に基づいて行われる。

### 短期
短期折衷療法は、折衷的なアプローチを使用する短期的な心理療法。 認知行動療法（CBT）と精神力動的アプローチを組み合わせた16回以下のセッションで構成される  。短期折衷療法 の形態の一つに、心的外傷性悲嘆に対する短期折衷療法（BEP-TG）がある。心的外傷後ストレス障害（PTSD）、大うつ病性障害（MDD）、持続性複雑死別障害（PCBD）は、BEP-TGで治療できる。

### 系統的
1990年代初頭にラリー・エドワード・ビュートラらが開発した体系的折衷的心理療法アプローチでは、セラピストが治療法を選択する際に4つの要因を考慮する：
1. クライアントの特性
2. 治療の状況
3. 治療関係に関する要因
4. 具体的な戦略とテクニック

これらの戦略とテクニックは以下の目的を達成するためのもの：
- 本当の問題に集中する
- クライアントのやる気を適切に管理する
- 問題解決の障害を乗り越える
- 治療目標を達成する
- 良くなった状態を維持する
- 再発を防止または軽減する

短期折衷療法とは異なり、セッションの回数に制限はない。セラピストは、4つの要素の評価に基づいて、クライアントにとって役立つと思われるアプローチを選択する。

### 処方箋
1978年に、リチャード・E・ダイモンドらによって説明された処方箋折衷療法の焦点は、研究に基づいた構造を守りながら、さまざまな理論と技術の組み合わせに基づいた各クライアントの個別の治療計画を作成すること。この心理療法ではセラピストが、複数の理論的アプローチを使用できるが、心理学的研究からの証拠に基づいている必要がある。セラピストは、使用する心理療法の種類を選択するだけでなく、活用すべき治療関係者の種類も選択する必要がある。治療をどのように進めるかを決定する際には、臨床研究と過去の臨床経験の知識を活用することが重要。

### 技法的
技法的折衷療法は、複数の技術の使用の効果にのみ焦点を当てており、それらの技術の理論的背景は考えない。この形式の折衷療法では、セラピストは、クライアントに役に立ちそうな様々なテクニックを組み合わせて使う。このアプローチでは、理論は重要な要素とは見なさず、使用する技術のみが重要。セラピストが、選択したテクニックに応じて、治療法は類似した心理学的思想の流派から来る場合もあれば、反対の流派から来る場合もある。技法的折衷療法の1つの形態は、1960年代にアーノルド・ラザラスによって開発されたマルチモーダル療法である。